# Općina Rogaška Slatina
Općina Rogaška Slatina (slo.:Občina Rogaška Slatina) je općina u istočnoj Sloveniji u pokrajini Štajerskoj i statističkoj regiji Savinjskoj. Središte općine je naselje Rogaška Slatina s 4.891 stanovnikom.

## Zemljopis
Općina Rogaška Slatina nalazi se u istočnom dijelu Slovenije i pogranična je ka Hrvatskoj. Općina na sjeveru obuhvaća planinu Plešivec i južne padine planinskog dijela Haloza i na jugu dolinu gornje Sutle.
U općini vlada umjereno kontinentalna klima. Najvažniji vodotok u općini je rijeka Sutla, koja protiče njenom južnom granicom. Svi ostali vodotoci su mali i njeni su pritoci.

## Naselja u općini
Brestovec, Brezje pri Podplatu, Cerovec pod Bočem, Ceste, Čača vas, Drevenik, Gabrce, Gabrovec pri Kostrivnici, Gradiški Dol, Irje, Kačji Dol, Kamence, Kamna Gorca, Male Rodne, Nimno, Plat, Podplat, Podturn, Pristavica, Prnek, Rajnkovec, Ratanska vas, Rjavica, Rogaška Slatina, Spodnja Kostrivnica, Spodnje Negonje, Spodnje Sečovo, Spodnji Gabrnik, Strmec pri Svetem Florijanu, Sv. Florijan, Tekačevo, Topole, Tržišče, Tuncovec, Velike Rodne, Vinec, Zagaj pod Bočem, Zgornja Kostrivnica, Zgornje Negonje, Zgornje Sečovo, Zgornji Gabrnik

## Vanjske poveznice
- Službena stranica općine